# دین بانتروک
دین بانتروک (انگلیسی: Dean Buntrock؛ زادهٔ ۶ ژوئن ۱۹۳۱) کارآفرین اهل ایالات متحده آمریکا است، که در سال ۱۹۶۸ شرکت ویست منیجمنت را تأسیس کرد.